# Francisco Martins (compositor)
Francisco Martins (Évora, vers 1620/25 - Elvas, 20 de març de 1680) fou un compositor portuguès del Renaixement.
Fou mestre de capella de la catedral d'Elvas, i deixà gran nombre de misses, salms, himnes i motets.